# Biegły sądowy
Biegły sądowy (nazywany często po prostu biegłym) – osoba posiadająca bogate doświadczenie zawodowe i uznana za eksperta w zakresie swojej działalności, powoływana w postępowaniu sądowym w celu przedstawiania fachowych opinii o okolicznościach mających znaczenie dla wyniku sprawy sądowej, a których wyjaśnienie wymaga specjalistycznej wiedzy. Osoba ta może występować w jednej z dwóch ról: konsultanta (udzielanie porad i wskazówek, np. podczas oględzin) lub opiniodawcy (przeprowadzenie konkretnej ekspertyzy i wydanie opinii). W przypadku, gdy wymagają tego okoliczności, powołuje się kilku biegłych z różnych dziedzin, którzy wspólnie przeprowadzają ekspertyzę. Jej wynikiem jest wówczas kilka odrębnych opinii, dotyczących tej samej sprawy.
Biegłym sądowym w sprawie może być wyznaczona przez sąd:
- osoba figurująca na liście biegłych prowadzonej przez prezesów sądów okręgowych (tzw. biegły z listy),
- inna osoba, ale o której wiadomo, że posiada odpowiednią wiedzę w danej dziedzinie nauki (tzw. biegły ad hoc),
- instytucja naukowa lub specjalistyczna (tzw. biegły instytucjonalny).

Za sporządzenie opinii biegły uzyskuje wynagrodzenie.
W sprawach karnych i administracyjnych, toczących się z mocy prawa, koszty wynagrodzenia biegłego ponosi Skarb Państwa.
W sprawach cywilnych koszty wynagrodzenia biegłego ponoszą strony.
W praktyce często zdarza się, że strony postępowania przedstawiają sądowi tzw. opinie prywatne, to znaczy sporządzone przez osoby, których sąd nie powołał na biegłych. Opinie takie nie stanowią dowodu w postępowaniu, chyba że sąd uzna, że należy powołać ich autorów na biegłych.
Co do zasady opinia nie powinna dotyczyć wykładni przepisów prawa, to ostatnie bowiem powinien znać sam sąd. Jednak dopuszczalne niekiedy jest powoływanie biegłych z zakresu prawa, jeżeli istnieje potrzeba dokonania ustaleń w zakresie prawa zagranicznego lub wąskiej, wyspecjalizowanej dziedziny prawa polskiego.